# Добытчица (мультфильм)
«Добытчица» (англ. The Breadwinner) — полнометражный цветной анимационный фильм режиссёра Норы Твоми, созданный ирландской компанией Cartoon Saloon в 2017 году. Исполнительными продюсерами выступили Мими Полк Гитлин и Анджелина Джоли. Сюжет картины базируется на одноимённом романе Деборы Эллис. Мультфильм вышел в широкий прокат 17 ноября 2017 года.
Мировая премьеры «Добытчицы» состоялась на Международном кинофестивале в Торонто в сентябре 2017 года. Картина была номинирована на премию «Оскар» в категории «Лучший анимационный фильм».

## Сюжет
Парвана — девочка, живущая в контролируемом талибами Кабуле, столице Афганистана. Её отец Нурулла — до войны работал учителем и по возможности продолжал обучать своих детей. Благодаря чему Парвана умела читать и прилежно писать на фоне того, что основная часть населения Афганистана оставалась безграмотной. Однако Нурулла был задержан талибами и отправлен в тюрьму за хранение дома «запретной» литературы. Семья Парваны, также состоящая из её матери, сестры и совсем маленького брата, остаётся без мужчины. Так как талибы запрещают женщине передвигаться без сопровождения мужа или родственника, это ставит семью Парваны в тяжёлое положение, которые лишены возможности выходить на улицу, а значит и покупать продукты, не говоря уже о добывании средств на пропитание. В результате Парвана решает стать «бачей-пош» — выдать себя за мальчика по имени Аттиш и начать работать, чтобы прокормить свою семью, пока не освободят отца. Она встречается с Шазией, бывшей одноклассницей, тоже притворяющейся мальчиком. Вместе они добывают деньги на пропитание и воруют сладости с фабрики. Однажды Парвана встречает Разака, старого талиба, который доброжелательно относится к «Аттишу» и платит за то, что «он» читает и пишет ему письма. Позже выясняется, что его кузен работает надзирателем в тюрьме, где заточён отец Парваны. Девочка решает не упустить свой шанс освободить отца. Данные события совпадают с началом осады подконтрольного талибами Кабула силами ISAF.

## Критика
На сайте Rotten Tomatoes картина имеет рейтинг 94 % на основе 64 рецензий, а её средний балл составляет 7,7/10. На Metacritic фильм получил 76 баллов из 100 на основе 17 рецензий, что считается по большей части восторженным приёмом.

## Награды и номинации
- 2017 — участие в основной конкурсной программе Лондонского кинофестиваля.
- 2018 — номинация на премию «Оскар» за лучший анимационный фильм (Нора Твоми, Энтони Лео).
- 2018 — номинация на премию «Золотой глобус» за лучший анимационный фильм.
- 2018 — номинация на премию Европейской киноакадемии за лучший европейский анимационный фильм.
- 2018 — номинация на премию «Спутник» за лучший анимационный фильм
- 2018 — три приза кинофестиваля в Анси: приз жюри за лучший фильм (Нора Твоми), приз зрительских симпатий (Нора Твоми), приз за лучшую музыку (Джеф Данна, Михаэль Данна).
- 2018 — премия «Энни» за лучший независимый анимационный фильм, а также 9 номинаций, в том числе за лучшую режиссуру (Нора Твоми), лучший сценарий, лучшую музыку, лучшую озвучку и лучший дизайн персонажей.